# キラズ山
キラズ山（キラズやま）は、富山県富山市と岐阜県飛騨市にまたがる飛騨山脈の山。標高は1,187 m。山頂は伐開されており、神通峡などの眺めが良い。
富山県山岳連盟において富山の百山の一つに指名されている。

## 概要
かつては木羅津山という名前だった。別名で不切山と表記されることがある。
山頂は1997年（平成9年）に双嶺グループによって伐開され、展望が良くなったため神通峡などが見えるようになった。

## 山名の由来
山の神の祟りを恐れて木を切らない事を申し上げた山とされている。
ある伝説では、昔ある若者が申し合わせに背き、山から三本の木を切ったところ母の顔が歪み元に戻らなくなった。その後、21日の願掛け参りをし、約束の3本の杉苗を植えて帰ると、母の顔が元に戻ったという。

## 登山
自家用車では小糸の林道途中の登山口から登る。
猪谷駅からすべて徒歩でも約3時間半で山頂に行ける。